# Dreiländermuseum

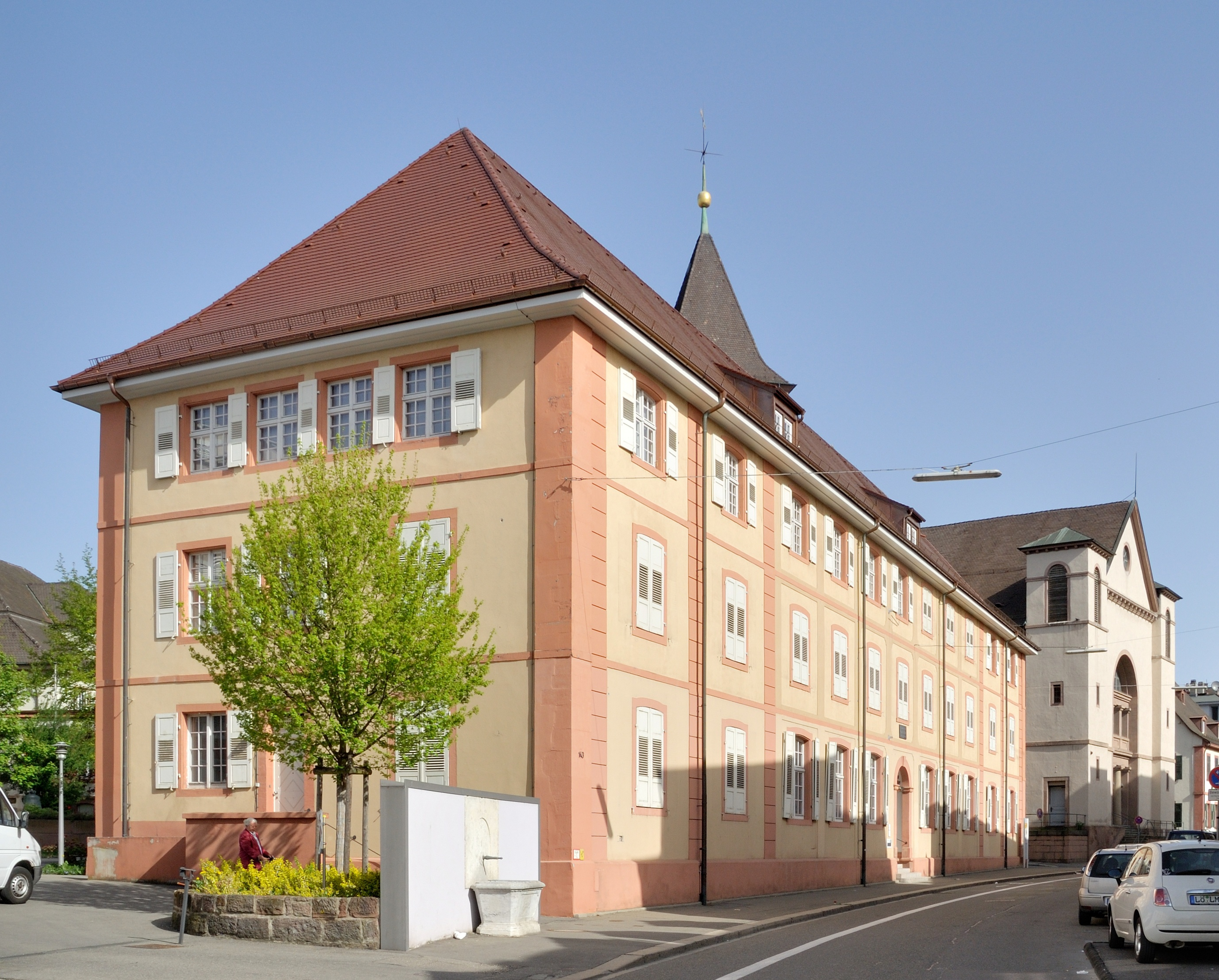
Ansicht Baslerstraße (2011)

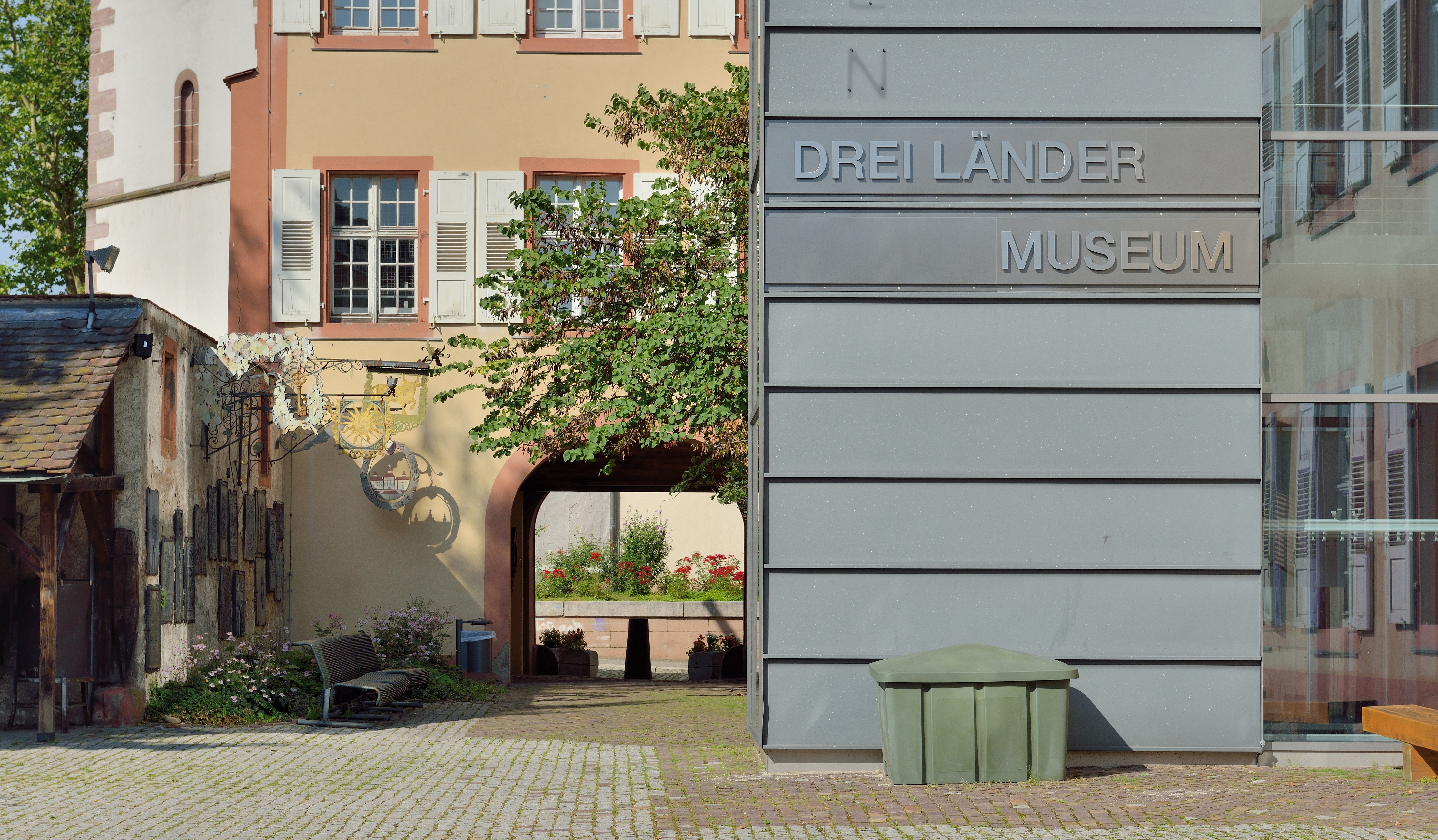
Ansicht von der Hofseite (2014)

Das Dreiländermuseum Lörrach (von 1978 bis 2012 Museum am Burghof) thematisiert mit seiner Dauerausstellung in deutscher und französischer Sprache Geschichte, Gegenwart, Unterschiede sowie Gemeinsamkeiten der Grenzregion „Dreyeckland“ im Dreiländereck von Deutschland, Frankreich und der Schweiz.
Die Region am Oberrhein mit Baden, dem Elsass und der Nordwestschweiz stehen im Mittelpunkt des transnationalen Profils. Sammlung, Ausstellungen, pädagogische Angebote und das Veranstaltungsprogramm sind grenzüberschreitend ausgerichtet.
Ein weiterer Schwerpunkt ist die Sammlung zur südbadischen Kunst und Kunstkeramik. Das Museum führt zudem als Teil der literarischen Gedenkstätten des Landes Baden-Württemberg eine Sammlung zu Leben, Werk und Rezeption des alemannischen Dichters Johann Peter Hebel (1760–1826). Dieser wohnte und arbeitete von 1783 bis 1791 als Präzeptoratsvikar im heutigen Museumsgebäude, damals das „Lörracher Pädagogium“.
Das Gebäude wurde 1755 erbaut und ist ein Kulturdenkmal.

## Geschichte

### Ursprung der Sammlung
Aus Anlass des 200-jährigen Stadtjubiläums trug eine Gruppe von geschichtsinteressierten Privatpersonen historisch-volkskundliche Exponate zusammen und präsentierte sie 1882 im damaligen Gasthaus „Adler“. Nach den Jubiläumsfeierlichkeiten beschloss die Gruppe, die Exponate der Sammlung nicht wieder zu verteilen, sondern gründete noch 1882 unter dem Vorsitz von Ernst Rupp den Lörracher Altertumsverein zur Pflege der Sammlung.
1909 wurde mit zahlreichen Ortsgruppen der Landesverein Badische Heimat gegründet. Jetzt wurde es möglich, die Sammlung einem Verein, der sich mit lokaler Geschichte, Kunst und Volkskunde auseinandersetzte, zu übergeben. 1915 wurde der Altertumsverein aufgelöst und in die Ortsgruppe Lörrach des Vereins Badische Heimat integriert. Damit übernahm die Ortsgruppe Lörrach des Vereins Badische Heimat mit dem Vorsitzenden Ernst Wilhelm Schultz 1915 offiziell die Sammlung. Er hatte sich schon 1882 an der ersten Ausstellung der Exponate beteiligt.

### Übergabe an die Stadt Lörrach und Eröffnung eines Museums
1923 gelang eine ständige Präsentation der Sammlung in den Räumen der damaligen Sparkasse am Senser Platz. Um die Sammlung weiterzuentwickeln, vermachte die Ortsgruppe der Badischen Heimat 1927 die Sammlung der Stadt Lörrach, unter der Bedingung diese zu betreuen und auszubauen. Die Stadt bewilligte 2.300 Reichsmark für Unterhalt, Neuankäufe und Ausstellungen und setzte Ernst Wilhelm Schultz als Museumskustos ein.
Zur Unterstützung der Museumsarbeit gründeten Ernst Wilhelm Schultz und Julius Wilhelm am 6. März 1928 den Museumsverein. Dieser forderte von der Stadt die Einrichtung eines ständigen Museums. 1932 löste die Stadt Lörrach ihr Versprechen ein und das Museum eröffnete als Heimatmuseum in der ehemaligen Markgräflichen Küferei, einem barocken Gebäude am Burghof, am 15. April. Zur Eröffnung präsentierte das Museum eine Sonderausstellung mit dem Thema „Aus Lörrachs Vergangenheit 1682–1800“. Bis zum Ende des Jahres zählte das Museum 1220 Besucher. In den folgenden Jahren sank die Besucherzahl unter 1000.
1939 wurde das Museum kriegsbedingt geschlossen und die Arbeit konzentrierte sich auf die Erhaltung der Objekte.

### Nachkriegszeit
1947 gab Ernst Wilhelm Schultz im Alter von 86 Jahren die Museumsleitung an Reinhold Weber ab. Schultz organisierte jedoch 1948 mit dem Einverständnis der Militärverwaltung in der Turnhalle des Hebelgymnasiums die erste Nachkriegsausstellung zum Thema „Revolution 1848“. 1949 legt Reinhold Weber sein Amt nieder und Ernst Wilhelm Schultz übernahm bis 1951 erneut das Amt des Museumskustos. Im August 1951 setzte die Stadt Lörrach Alfred Holler (1885–1962) als neuen Kustos ein.
1953 wurde das Heimatmuseum wieder zugänglich. 1961 bat Alfred Holler aus Krankheitsgründen die Stadt Lörrach um Entlassung als Kustos.
Gerhard Moehring und sein Schwiegervater Philipp Hieber übernahmen 1961 nach einer Entscheidung des Stadtrates nebenamtlich die Leitung des Museums. 1969 trat Philipp Hieber altersbedingt als Kustos zurück und Gerhard Moehring trug allein die Verantwortung, bis sein Sohn Markus Moehring 1991 Museumsleiter wurde.
1975 wurde das Barockgebäude abgerissen und das Heimatmuseum schloss. Die Exponate wurden in vier städtischen Gebäuden zwischengelagert. Das heutige Museumsgebäude entstand 1755 als Tabakfabrik. Es diente seit 1761 als Schule zuerst unter den Namen Pädagogium, Progymnasium, dann Gymnasium und Hebelgymnasium.

### Umzug in das heutige Museumsgebäude
Nach einem Architekturwettbewerb im Mai 1974 wurde das ehemalige Hebelgymnasium (Pädagogium) von Oktober 1975 bis Dezember 1977 für insgesamt über 2,8 Millionen Mark umgebaut. Finanziert wurde der Umbau durch die Stadt Lörrach, Bezirkssparkasse, Landesbeihilfe und durch Arbeitsbeschaffungsmittel. Der Bau wurde völlig entkernt, nur die Fassade blieb erhalten. Am Bau beteiligt waren das Ingenieurbüro Flößer und das Architekturbüro Wilhelm. Nach der Einweihung im April 1978 wechselte das Museum seinen Standort in den neu errichteten Museumsbau. Es erhielt zudem einen neuen Namen. Der Begriff Heimatmuseum schien veraltet. Das Museum erhielt als Namen die Standortbezeichnung „Museum am Burghof“.

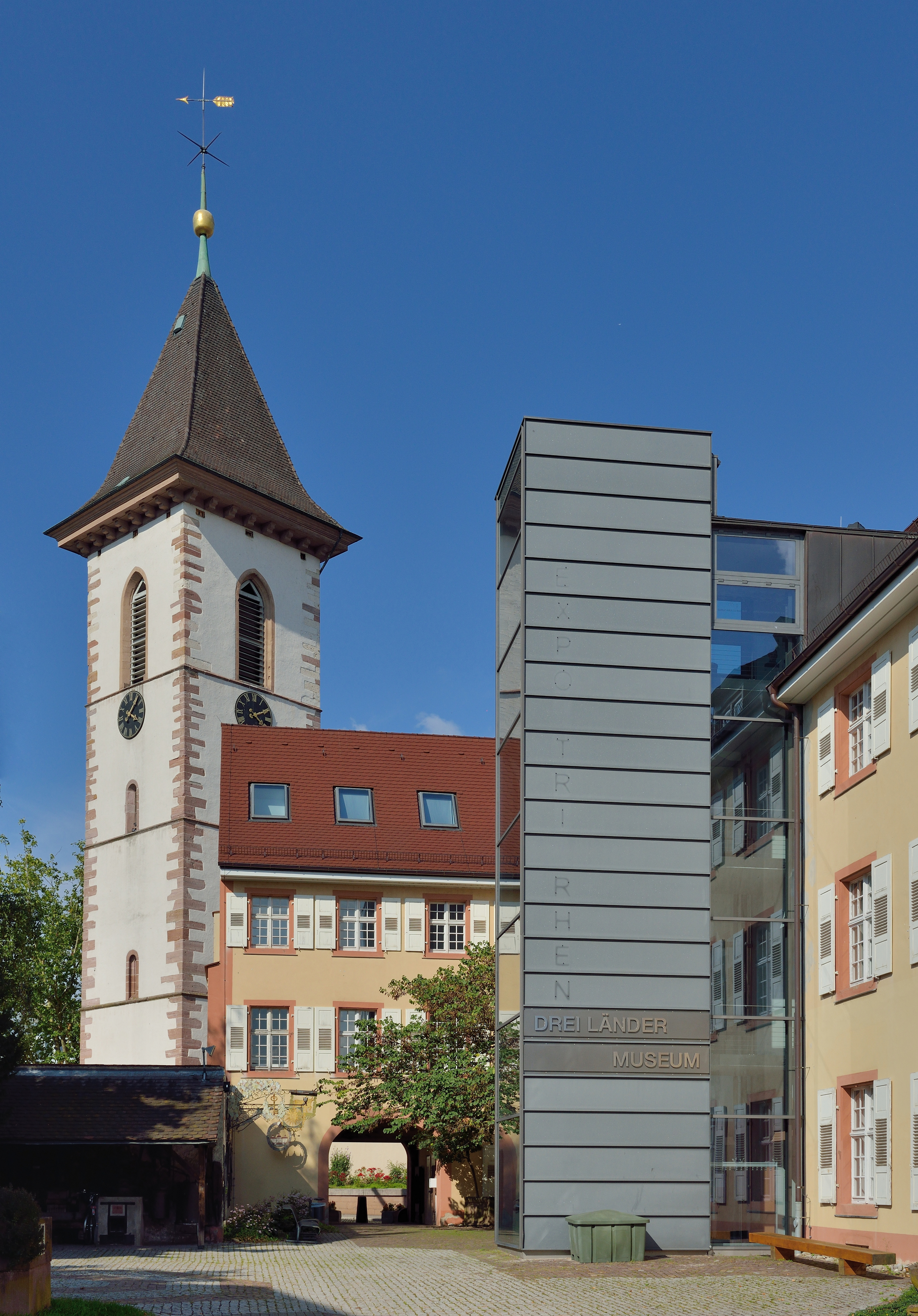
Dreiländermuseum von der Hofseite aus gesehen, der schwarze Schacht beherbergt den nachträglich angebrachten Aufzug, mit dem man jedes Stockwerk des Altbaus erreichen kann (Foto: 2014)

Bis 1991 war Gerhard Moehring nebenberuflich Museumsleiter. Sein Sohn Markus Moehring übernahm 1991 hauptamtlich die Leitung des „Museums am Burghof“. Um die Besucherfrequenz zu erhöhen, richtete Moehring im ersten Stock einen großzügig dimensionierten Sonderausstellungsbereich ein. Breite Bevölkerungsschichten der gesamten Grenzregion sollten durch trinationale Ausstellungsprojekte angesprochen werden. 1996 wurde mit dem Aufbau eines externen Zentraldepots für die 50.000 Objekte umfassende Sammlung begonnen. Parallel dazu wurde die digitale Erfassung der Bestände eingeführt. Seit 1996 erscheint die rote Schriftenreihe der Lörracher Hefte, eine Publikationsreihe, die wechselnde Themen der Region zum Schwerpunkt hat.

### Gegenwart

#### Sanierung des Museumsgebäudes
Das Museumsgebäude wurde 2002 erneut umgebaut und teilsaniert durch die Architekten Freuschle und Bühler. Die Räume im Obergeschoss wurden modernisiert und erweitert und ein Verwaltungsbereich abgetrennt. Für einen barrierefreien Zugang der Ausstellungsräume wurde ein Außenaufzug eingebaut. Anlass für die Umbaumaßnahme war die Neueinrichtung der Dauerausstellung als Dreiländer-Ausstellung. Diese Dauerausstellung erhielt den Namen „ExpoTriRhena“. Der Name entstand in Anlehnung an die „RegioTriRhena“, die sich für eine intensive grenzüberschreitende Arbeit am Oberrhein auch im kulturellen Bereich einsetzte.
2010 erfolgte eine energetische Sanierung von Fenstern und Dach und der Einbau einer kontrollierten Lüftungsanlage, um für die Exponate ein gleichbleibendes Klima zu schaffen. Die grenzüberschreitende Arbeit des Museums im Bereich Sammlung, Ausstellung und Pädagogik machte eine Umbenennung des Museums notwendig.

#### Umbenennung und Eröffnung Museumsdepot
Am 21. September 2012 wurde das Museum am Burghof in Dreiländermuseum umbenannt. Der Name benennt jetzt die thematische Grundausrichtung des Museums. Der Ausbau des Museums zum Dreiländermuseum und die Entwicklung des Netzwerks Museen und des Netzwerks Geschichtsvereine wurde von der EU von 2012 bis 2014 gefördert durch das „INTERREG Projekt B 34“ mit dem Projekttitel „Dreiländermuseum – trinationales Netzwerk für Geschichte und Kultur“.

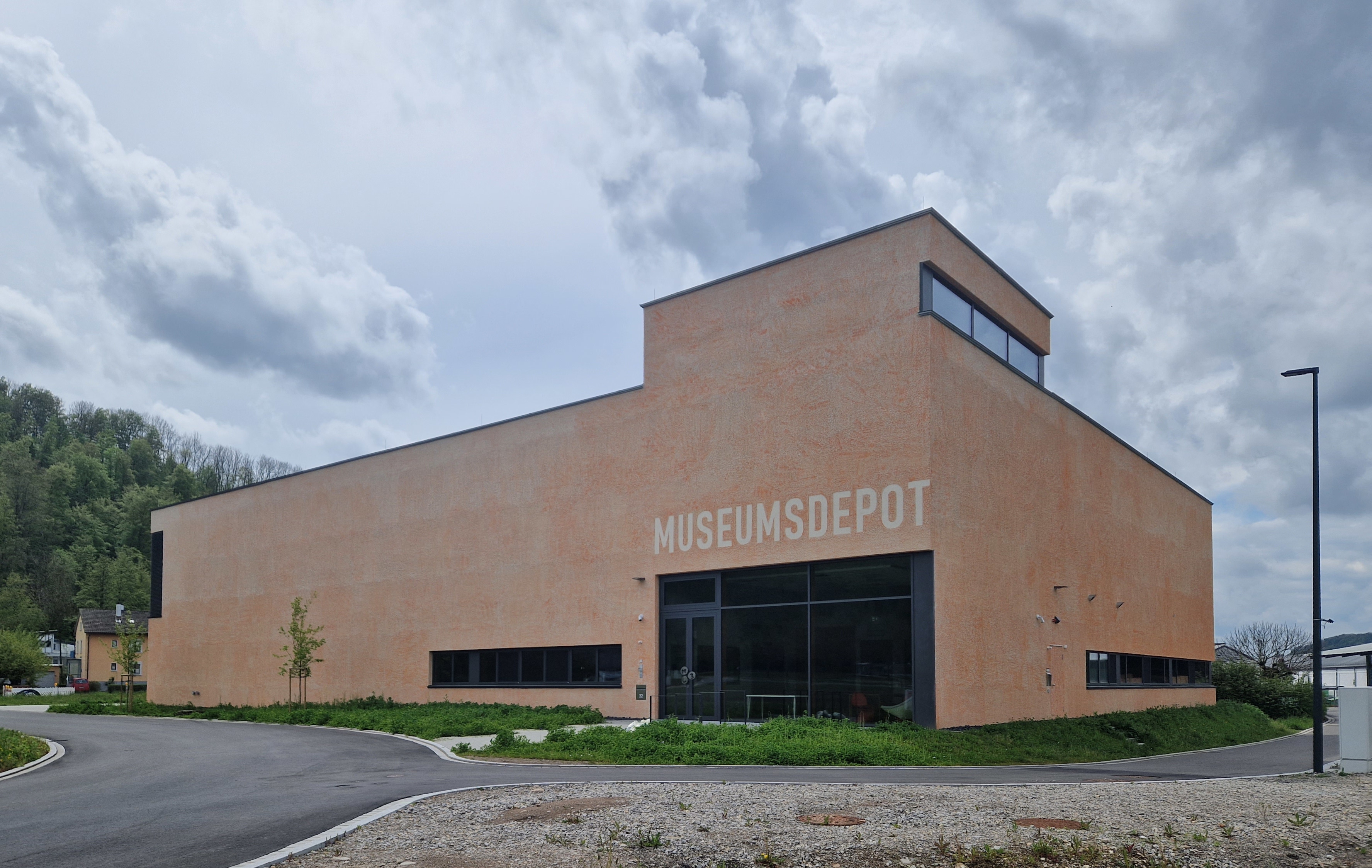
Museumsdepot des Dreiländermuseums in Lörrach-Brombach

Für die grenzüberschreitend ausgerichteten Ausstellungen und die grenzüberschreitende pädagogische Arbeit sowie die Netzwerke wurde das Dreiländermuseum für den Micheletti Award 2015 nominiert. Im November 2021 erhielte das Dreiländermuseum den Lotto-Museumspreis Baden-Württemberg für den Bau eines neuen Depots im Ortsteil Brombach. Das seit September 2022 eröffnete Museumsdepot des Dreiländermuseums beherbergt weit über 50.000 Exponate der Sammlung des Dreiländermuseums und dient neben der Lagerung, Inventarisierung, und der Restaurierung auch dem Austausch der Exponate mit anderen Museen. Der Neubau des Depots kostete über vier Millionen Euro und wurde etwa hälftig durch den EU-Fonds Interreg getragen.

#### Netzwerk Museen
Seit 1995 koordiniert und organisiert das Dreiländermuseum das „Netzwerk Museen“, dessen Kernbereich das Dreiländer- bzw. Oberrheingebiet ist. Ca. alle vier Jahre wird hier ein trinationales Ausstellungsprojekt unter einem gemeinsamen Dach-Thema umgesetzt.

## Sammlungen

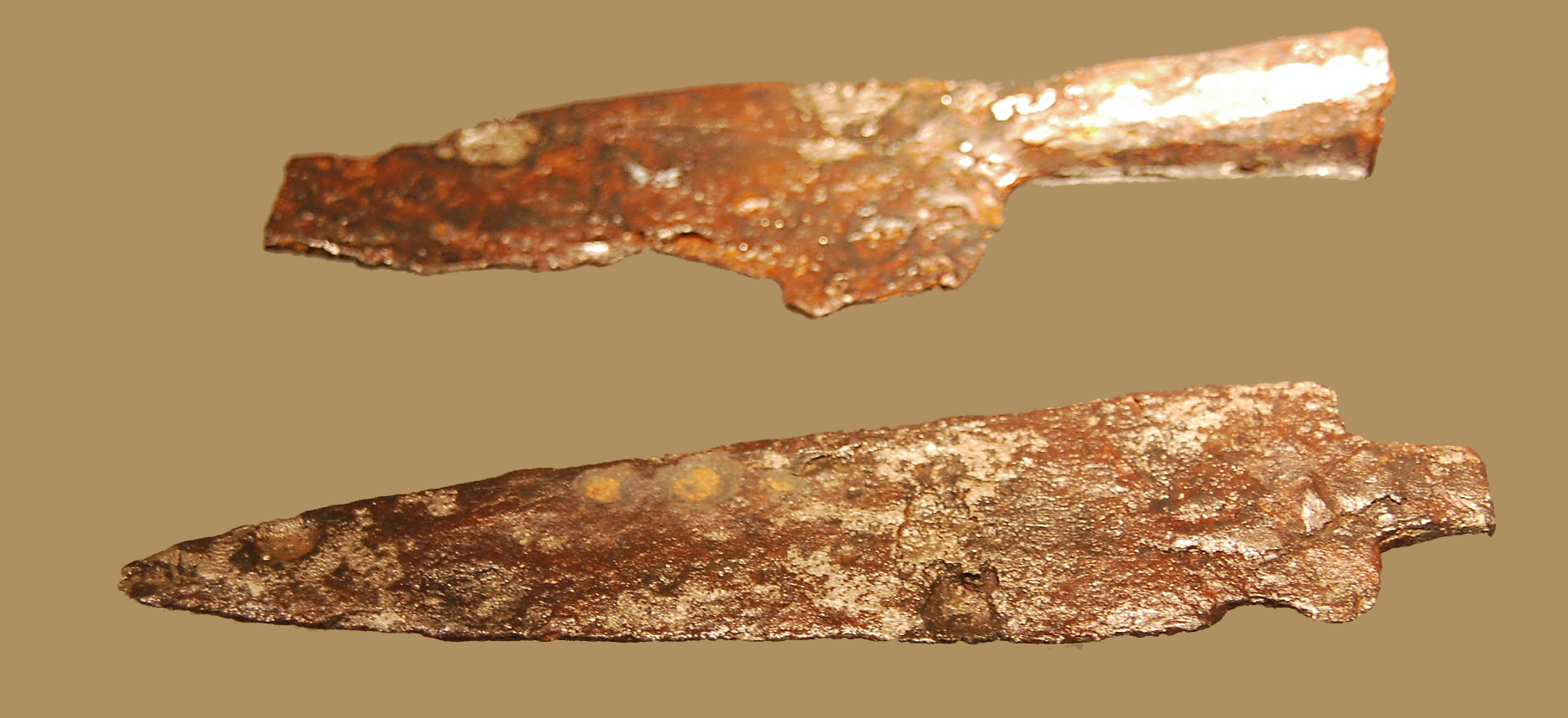
Exponate im Museum: Hack- und Schneidemesser aus der römischen Villa bei Brombach

Schultz und Wilhelm bauten den Sammlungsbestand regional aus. Bis in die 1960er Jahre umfasste die Dauerausstellung drei wesentliche Sammlungsgebiete: Religiöse Kunst, Malerei und Volkskunde. Durch den Umzug 1978 in ein größeres Gebäude konnte ein ehrenamtlicher Kreis um Kustos Gerhard Moehring die Sammlung durch Neuerwerbungen und umfangreiche Schenkungen zur oberbadischen Geschichte, Kunst und Kultur erweitern und ausbauen. Seit 1991 legt Markus Moehring den Schwerpunkt auf den kontinuierlichen Ausbau und die Erweiterung der Sammlung mit trinationalem Charakter. Seit 1995 wurde die Sammlung gezielt mit Exponaten zur politischen Geschichte des 19. bis 21. Jahrhunderts aus dem Oberelsass und der Nordwestschweiz erweitert. 2015 umfasste die Museumssammlung über 50.000 Objekte zur Geschichte und Kultur der Drei-Länder-Region, aber auch zur Geschichte des Markgräflerlandes und der Stadt Lörrach. Die Sammlung zur Dreiländergeschichte Deutschland-Frankreich-Schweiz und die Sammlung südbadischer Kunst und Kunstkeramik bilden die Schwerpunkte. In der Dauerausstellung sind ca. fünf Prozent der Objekte ausgestellt. Der Großteil der Sammlung wird im Museumsdepot verwahrt und betreut. Die Sammlung gliedert sich in folgende Bereiche:

### Kulturhistorische und trinationale Sammlung

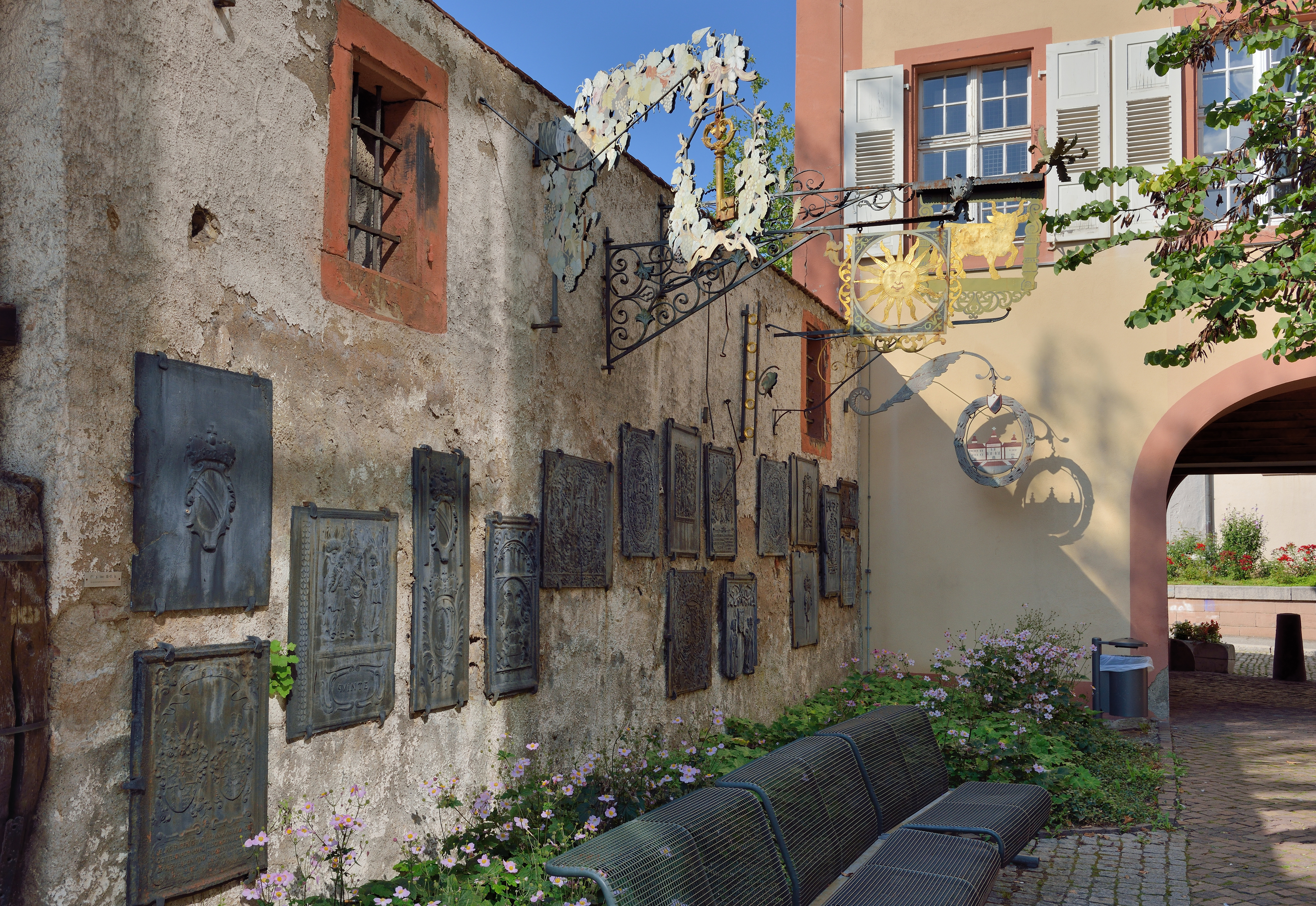
Wappensammlung im Innenhof des Museums (Foto: 2014)

Die Sammlung zur Dreiländergeschichte konzentriert sich auf einen ungefähren Radius von rund 100 Kilometern rund um das Dreiländereck Deutschland, Frankreich und Schweiz. Sie umfasst folgende Themen:
- Revolution 1848
- Oberrheinregion um 1900
- Erster Weltkrieg
- Nationalsozialismus und Nachkriegszeit
- Zoll- & Grenzkontrolle, Flucht und Schmuggel
- Wirtschafts- und Sozialgeschichte

### Sammlung Südbadischer Kunst
Der Bestand dieser Sammlung beläuft sich auf rund 10.000 Objekte. Er umfasst Malerei, Graphiken, Kunstkeramik und Plastiken, größtenteils aus Südbaden.

### Südbadische Malerei
Das Museum betreut große Nachlässe von Hermann Daur, Adolf Riedlin, August Babberger und Paul Ibenthaler. Mit zahlreichen Werken sind außerdem u. a. vertreten Eugen Feger, Karl Gerstner, Adolf Glattacker, Paul Hübner, Friedrich Kaiser, Volkmar Kötter, Rudolf Kreuter, Rosa Lachenmeier, Hermann Scherer, Rudolf Scheurer, Alban Spitz, Adolf Strübe, Hans Thoma und Eugen Zimmermann.

### Druckgrafik
Hervorzuheben ist hier die Stiftung Cohen-Umbach-Vogts, einer im „Dritten Reich“ in Düsseldorf entstandenen Sammlung des jüdischen Kunstkenners und Düsseldorfer Museumsmannes Walter Cohen. Cohen wurde im KZ Mauthausen ermordet, seine Sammlung im Krieg nahe der Stadt Mülhausen im Elsass zerstört. Cohens Frau Margret Umbach rekonstruierte diese Sammlung sog. „Entarteter Kunst“ nach dem Krieg gemeinsam mit ihrem Mann Richard Vogts. Die Sammlung umfasst rund 200 expressionistische Druckgrafiken von Künstlern wie Max Beckmann, Wassily Kandinsky, Otto Dix, Käthe Kollwitz und Erich Heckel.

### Kunstkeramik
Die kunstkeramische Sammlung zählt rund 1000 Objekte u. a. von Richard Bampi und Horst Kerstan. Darunter befindet sich die größte öffentliche Sammlung mit Werken von Max Laeuger, dem aus Lörrach stammenden bedeutendsten deutschen Keramiker des Jugendstils.

### Plastik
Die Sammlung religiöse Kunst wurde von Julius Wilhelm in den 1920er Jahren vorangetrieben. Sie enthält Werke oberrheinischer Spätgotik. Die Sammlung moderne Plastik enthält einige Werke von Rudolf Scheurer.

### Weitere Sammlungen
Darunter werden Sammlungsbereiche geführt, die der Museumsgründer Ernst Schultz eingeführt hat:
- Volkskundliche Sammlung
- Sammlung von Plakaten, Postkarten, Fotos, Grafiken, Kartografie und Archivalien.
- Sammlung zur Ur- und Frühgeschichte
- Sammlung zur Geologie, Mineralogie und Naturkunde
- Sammlung Burg Rötteln

### Literarische Gedenkstätte: Johann Peter Hebel
Das Dreiländermuseum ist Teil des Netzwerks Literarische Gedenkstätten des Landes Baden-Württemberg. Es widmet sich Johann Peter Hebel (1760–1826), der als Präzeptoratsvikar von 1783 bis 17911 im heutigen Museumsgebäude, dem einstigen Pädagogium wohnte und unterrichtete. Die Sammlung zählt mehr als 1000 Bände mit Literatur von und über Hebel (Erstausgaben) und anderen alemannischen Dichtern, zahlreiche Illustrationen zu Hebels Werk u. a. von Adolf Glattacker. Auch persönliche Gegenstände wie ein Lehnstuhl, eine Brieftasche und Originalbriefe befinden sich darunter.

### Bibliothek
1936 vermachte Ernst Wilhelm Schultz ca. 2.500 Bücher aus seiner Privatbibliothek dem Museum. Derzeit umfasst die wissenschaftliche Präsenzbibliothek über 10.000 Bücher und Zeitschriften. Erstausgaben und Literatur zu Johann Peter Hebel, Bücher zur südbadischen Kunst und zur Landes- und Naturkunde der Drei-Länder-Region und zur Stadtgeschichte Lörrachs.

### Sammlungsdokumentation
Das Dreiländermuseum erfasst seit 1996 die Sammlungen in der Objektdatenbank FAUST. 2015 waren 31.200 Objekte in der Datenbank vorhanden. Teile dieser Datenbank sind unter dem Namen Sammlungsdatenbank öffentlich online zugänglich.

## Ausstellungen

### Dauerausstellung

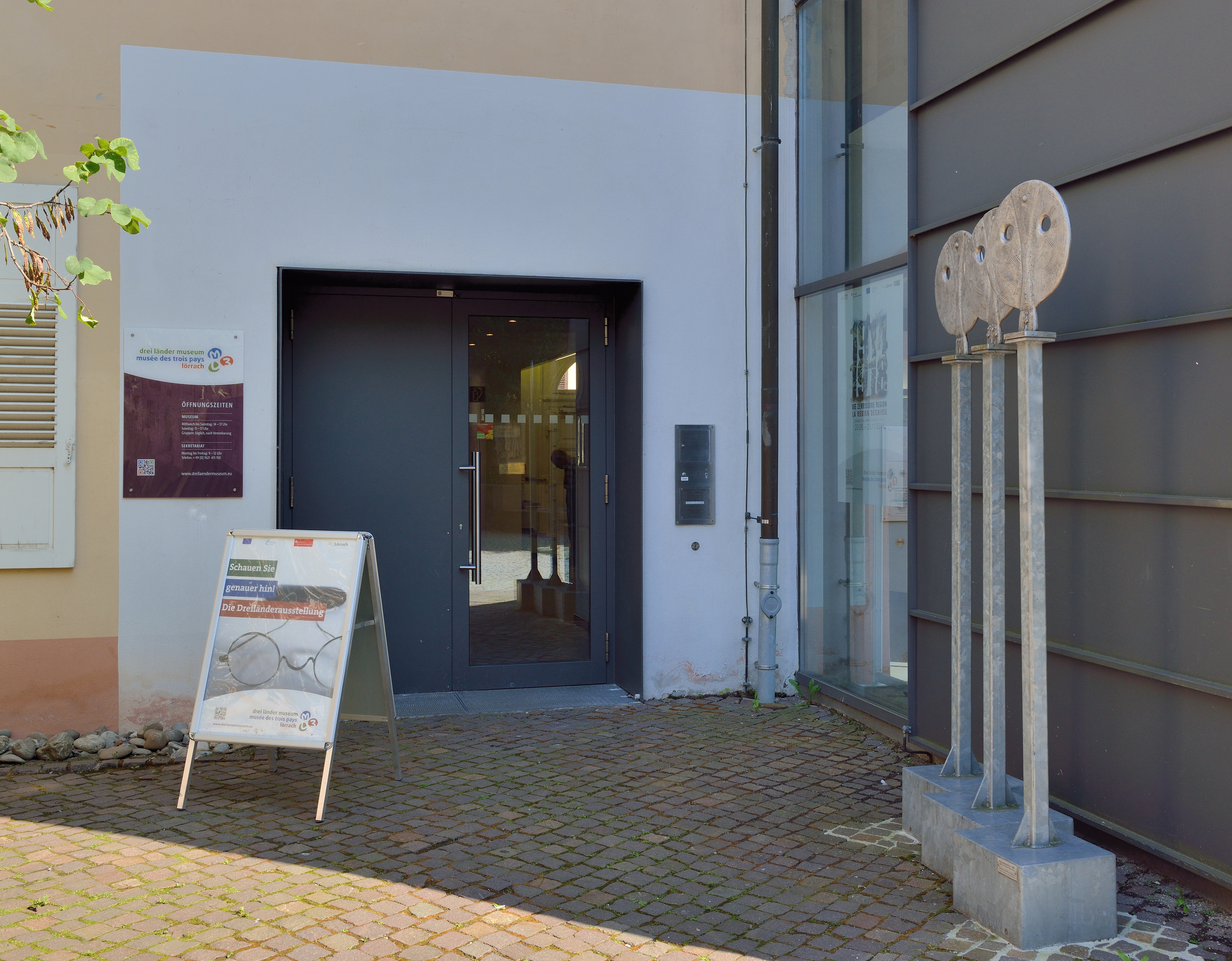
Eingangsbereich des Dreiländermuseums (Foto: 2014)

Die Dreiländerausstellung (von 2002 bis 2012 Expo TriRhena genannt) ist die einzige konsequent transnational ausgerichtete regionalgeschichtliche Dauerausstellung Europas. Sie variiert ein Grundthema in verschiedenen historischen Feldern: Es geht einerseits um die Gemeinsamkeiten in der Drei-Länder-Region am Oberrhein und andererseits um die gewachsenen nationalen Unterschiede zwischen Deutschland, Frankreich und der Schweiz. Auf 1.000 Quadratmetern wird in deutscher und französischer Sprache Geschichte und Gegenwart der drei Länder durch verschiedene Themen im Ländervergleich präsentiert. Die Ausstellung ist interaktiv angelegt mit Mitmachstationen, Hörspielen, Museumskino und einer Camera obscura.
Die Dreiländerausstellung gliedert sich in vier Bereiche:
- Eine Region: Thematisiert werden natürliche und kulturelle Gemeinsamkeiten am Oberrhein. Die offene und verbindende Ausstellungsarchitektur unterstreicht das Wir-Gefühl.
- Drei Nationen: Dieser Bereich ist der Entwicklung der drei Nationen bis 1918 gewidmet. Raumhohe Trennwände symbolisieren und unterstützen das Gefühl des Getrenntseins.
- 20. Jahrhundert: Hier sind verschiedene Themen dargestellt: die Auswirkungen der Grenze auf das Leben der Menschen, Freiheitstraditionen, NS- und Nachkriegszeit, Wirtschaft und Sprachentwicklung. Daneben noch zwei Teilbereiche aus dem 19. Jahrhundert: Revolution 1848 und Johann Peter Hebel.
- „Zukunftssteg“: Der Raum im Dachgeschoss lädt ein, um über Gegenwart und Zukunft der Drei-Länder-Region nachzudenken. Die Camera Obscura erlaubt einen Blick in die nähere Umgebung.

### Sonderausstellungen (Auswahl)
Neben seiner Dauerausstellung zeigt das Dreiländermuseum regelmäßig wechselnd große Sonderausstellungen zu trinationalen, regionalen und integrativen Themen und verschiedenen Künstlern:
In der Reihe der etwa alle vier Jahre aufgesetzten trinationalen Ausstellungsprojekte des Netzwerk Museen befasst sich seit Herbst 2022 bis teils in den Herbst 2023 bzw. Anfang 2024 unter der Regie des Dreiländermuseums das Ausstellungs- und Kulturprojekt „Oberrhein“ zwischen Deutschland, Frankreich und der Schweiz in 38 Ausstellungen zwischen dem schweizerischen Laufenburg über Basel, Straßburg, Karlsruhe und Worms bis zur Gemeinde Bingen am Rhein im deutschen Bundesland Rheinland-Pfalz mit diesem Rheinabschnitt. Die Koordination liegt wiederum beim Dreiländermuseum Lörrach, wo auch die Eröffnung am 11. November 2022 stattfindet. Die offizielle Auftaktveranstaltung des Netzwerk-Projekts fand schon am 29. September 2022 im Reiss-Engelhorn-Museen in Mannheim statt.
- 18. September bis 30. Oktober 2022: GRÜN oder GRAU in der Stadt?[61] - Mit Fotos von Martin Schulte-Kellinghaus[62]
- 2019: „Burg Rötteln – Herrschaft zwischen Basel und Frankreich“
- 2018/2019: „Zeitenwende 1918/19“
- 2017/2018: „Reformationen – Der große Umbruch am Oberrhein“
- 2017: „Faszination Fahrrad – von der Draisine bis zum E-Bike“
- 2016: „Reiches Erbe – Industriekultur im Dreiland“
- 2016: „Waren-Haus-Geschichte. Der geraubte Erfolg des jüdischen Knopf-Imperiums“
- 2014/2015: „Max Laeuger Gesamt. Kunst. Werk“
- 2014: „Der Erste Weltkrieg – die zerrissene Region“
- 2013: „Lörrach und der Nationalsozialismus“
- 2012/2013: „Zu Tisch im Elsass, in Baden und der Schweiz“
- 2011: „Hans Thoma im Gespräch“
- 2010: „‚Vor aller Augen!‘ – Die Deportation der Lörracher Juden“
- 2010/2011: „Eiszeit am Oberrhein“
- 2010: „August Babberger – Der badische Expressionist“
- 2010: „Johann Peter Hebel – Bewegter Geist, bewegtes Leben.“ Interaktive Literaturausstellung zum 250. Geburtstag
- 2009: „Der Oberrhein um 1900 – Aufbruch wohin?“
- 2008/2009: „entartet – zerstört – rekonstruiert". Berühmte Expressionisten in der Sammlung ‚Cohen-Umbach-Vogts‘“
- 2008: „Alles im Fluss – Tout baigne Wiese, Birs & Ill“
- 2007: „Mythische Orte am Oberrhein“
- 2004/2005: „VERRUECKTE REGIO EN FOLIE. Fasnacht – Fasnet – Carnaval“
- 2001: „Einmal Russland und zurück“[63]
- 1998: „Nationalität trennt – Freiheit verbindet“
- 1996: „Türkisches Leben in Lörrach“
- 1995: „Nach dem Krieg / Après la guerre“

## Entwicklung der Besucherzahlen
Die Besucherzahlen des Museums entwickelte sich wie folgt:
| Jahr               | 2011   | 2012   | 2013   | 2014   | 2019   | 2021  | 2022   |
| ------------------ | ------ | ------ | ------ | ------ | ------ | ----- | ------ |
| Besucher insgesamt | 18.477 | 16.648 | 24.260 | 24.056 | 18.755 | 6.314 | 13.380 |